# Burchard Giesewell
Burchard Giesewell (auch: Burkhard David Friedrich Giesewell; * 2. Juli 1785 in Hannover; † 11. April 1856 ebenda) war ein deutscher Maler, Porträtmaler, Grafiker und Zeichenlehrer.

## Leben
Burchard Giesewell war ein Schüler von Johann Heinrich Ramberg. Von 1819 bis 1853 unterrichtete er selbst als Zeichenlehrer; an der Königlichen Hofschule in Hannover und der Neustädter Knabenschule in der Calenberger Neustadt.

## Schüler
- Georg Heinrich Busse.[4]
- Georg Durand[5]
- Ludwig Adam Kelterborn (Hannover 1811 – Basel 1878)

## Werke

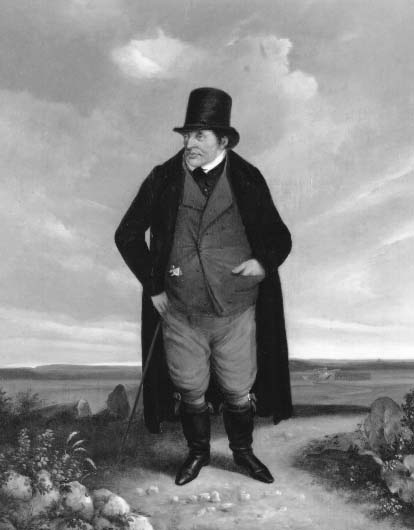
Johann Egestorff; Ölbild um 1830

- 1827: Der Mühlenplatz vor der Schlossbrücke und dem Leineschloss; das Ölgemälde zeigt einen Aufmarsch von Garde-Grenadieren mit Bärenfellmützen. Zu sehen ist die Klickmühle mit dem Wasserturm der Bornkunst, das 1798 erbaute, mächtige Kornmagazin, das langgestreckte Haus der ehemaligen Königlichen Wäscherei, das Vergnügungslokal Vauxhall und das Lyzeum, die Lateinschule Hannovers.[2]
- um 1830: Ölgemälde mit Johann Egestorff, um 1830[6]
- um 1835: Das Ölbild vom Himmelreich (heute: Friederikenbrücke) zeigt aus anderer Sicht die Klickmühle mit dem Wasserturm, aber auch das an das Leineschloss 1689 angebaute alte Opernhaus (abgerissen 1854 zugunsten des Opernhauses in Hannover an anderer Stelle). Zu sehen ist auch der Standort vom ehemaligen Haus der Väter und das Wangenheimpalais, das seinerzeit noch ohne den Wintergarten-Anbau von Laves auskam.[2]
- um 1840: Das Ölbild vom Georgsplatz (Platzerweiterung der Georgstraße) zeigt eine fast ländliche Idylle mit dem Palais des Reichsgrafen und Erbpostmeisters von Platen-Hallermund im Zentrum. Daneben, in der späteren Potthofgasse, eine wenig kleinere Villa der Familie von Kielmannsegge. An einem Turm der ehemaligen Stadtbefestigung Hannovers ist der Stadthof zu sehen, in dem damals der Abt vom Kloster Loccum wohnte. Das Bild ist im Besitz des Historischen Museums Hannover.[2]
- um 1840: Die Artilleriestraße führte als erst einseitig mit wenigen geräumigen Gartenhäusern bebaute Umgehungsstraße um die Stadt herum vom Steintor ostwärts Richtung Aegidientor. Zwischen dem alten Posthof (ehemals an der heutigen Celler Straße) und der Artilleriestraße zieht sich lediglich ein unbebautes Wiesenland. Ölgemälde[2]
- um 1840: Die Graft bezeichnete Szenerie in Öl zeigt vom südöstlichen Eck des Grenzgrabens um den Großen Garten das Übersetzen einer Gruppe von Bürgern mit einer Kahnfähre. Erst am Horizont zeichnet sich hinter der Steintormasch die Silhouette der Stadt ab; der Schornstein der Imperial Continental Gas Association, der erste in der Ferne sichtbare überhaupt, zeigt den Beginn des Industriezeitalters an.[2]
- um 1843: 6 Federzeichnungen, in: Hermann Kothe: Der Nebelriese. Buntes für Freunde der Laune, Hannover: Helwing‘sche Hofbuchhandlung, 1843[7]